# Пашке, Эд
Эд Пашке (англ. Ed Paschke, полное имя Edward Francis Paschke; 1939—2004) — американский художник польского происхождения.

## Биография
Родился 22 июня 1939 года в Чикаго, где провел большую часть своей жизни.
В 1961 году получил степень бакалавра изобразительных искусств в школе Художественного института в Чикаго и он получил стипендию на поездку в Мексику, где был глубоко впечатлён цветами и узорами народного творчества. 4 ноября 1962 года Пашке был призван на службу в армию и отправлен в Форт Полк, штат Луизиана, где находился в департаменте Training Aids Department, работая над проектами, включающими иллюстрации для публикаций на военную тему. По окончании службы Пашке совершил короткую поездку в Европу, и, вернувшись в Нью-Йорк, стал постоянным иллюстратором журнала Playboy. Также сильное впечатление на художника произвела первая выставка Энди Уорхола, состоявшаяся в Музее современного искусства Чикаго в 1970 году, которая усилила его склонность к предметам поп-культуры. Уорхол стал одним из его главных вдохновителей. В этот период времени он начал показывать свои работы в Художественном центре Гайд-парка на выставках: Non Plussed Some (1968), Non Plussed Some Some More (1969), Marriage Chicago Style (1970) и Chicago Antigua (1971).
Его карьера карьера набирала обороты, и вскоре Пашке демонстрировал свои произведения в Музее современного искусства Чикаго (1972 год), на Whitney Biennale (1973), а также других галереях Чикаго и Нью-Йорка. Одновременно со студийной работой художника в 1976 году Эд Пашке он начал преподавать в Северо-Западном университете. Он был чутким и внимательным педагогом, часто приглашал студентов в свою студию на Говард-стрит и налаживал личные отношения. Иногда он позволял своим ученикам рисовать в студии на его незавершенных работах. Кроме этого работал в других колледжах и университетах. В числе его учеников — американский художник Джефф Кунс.
В 1980-х годах Эд Пашке провёл передвижную персональную выставку, которую организовал с обществом Возрождения (Renaissance Society). В 1989 году Чикагским институтом искусств был организован ретроспективный обзор его творчества. Репродукции его работ не единожды украшали обложки американских журналов, в их числе «Witzend», «Art in America» и другие.
Умер во сне 25 ноября 2004 года в своём доме в Чикаго от сердечной недостаточности.
Через год после смерти Пашке Чикаго почтил его, назвав в его честь улицу и установив на ней мемориальный знак. Работы художника находятся во многих частных коллекциях по всему миру, а также в крупных музеях в США и за рубежом: Чикагский институт искусств, Центр искусств Уокера, Музей Хиршхорн и сад скульптур, Музей американского искусства Уитни, Центр Помпиду. Его работы продолжают появляться на различных современных выставках. 22 июня 2014 года в арт-центре его имени открылась галерея, посвященная работам Пашке и его коллег из Чикаго.
Сам художник наслаждался создаваемыми им противоречивыми идеями и образами, надеясь вызвать эмоциональный отклик у своего зрителя. Однажды он выразился так, что лучше всего характеризует его творчество: «Они либо любят это, либо ненавидят его, но редко они равнодушны к нему» («They either love it or hate it but rarely are they indifferent to it»).

### Семья
Был женат с 22 ноября 1968 года на Нэнси Кон (Nancy Cohn); у них были сын Марк и дочь Шарон. Его жена также была художницей, сильно переживала смерть мужа и умерла вскоре после него 17 января 2005 года.